# Karel Konrád
Karel Konrád (ur. 28 marca 1899 w Lounach, zm. 11 grudnia 1971 w Pradze) – czeski pisarz i dziennikarz, członek grupy Devětsil (Dziewięćsił).
Uczęszczał do technikum w Lounach razem z Konstantinem Bieblem, gdzie w 1917 zdał maturę. Po maturze został wcielony do armii. Po zakończeniu I wojny światowej rozpoczął studiować chemię na politechnice, a następnie, po ukończeniu trzech semestrów, historię i geografię na Uniwersytecie Karola w Pradze, jednak żadnego z nich nie ukończył. 
W roku 1925 został redaktorem dziennika Rudé právo, skąd wkrótce odszedł. Powrócił do współpracy z dziennikiem w latach 1945–1948. W 1930 założył czasopismo Trn, które redagował do 1933.
Od roku 1946 zatrudnił się w praskim studiu filmowym Barrandov, gdzie pracował do 1957, gdy przeszedł na emeryturę.
Konrád stosunkowo często odwiedzał Francję, Włochy, Jugosławię i Polskę. Na jego twórczość wpływ miał nurt czeskiego poetyzmu.

## Wybrane dzieła
- Robinsonáda (1926)
- Rinaldino (1927)
- Dinah (1928)
- Dvojí stín (1930)
- Rozchod! (1934)
- Postele bez nebes (1939)
- Epištoly k nesmělým milencům (1941) - pol.Nauki dla nieśmiałych kochanków
- Ve směru úhlopříčky
- Pavel a Hedvika
- Břeh snů (1944) - pol. Brzeg snu
- Na černé hodince

Po 1945 wydał epigramy i aforyzmy:
- Postní krůpěje
- Epigramy
- Ano a ne

Wydał również zbiory wspomnień:
- Fanfáry a hrany
- Polokresby a nevzpomínky